# 2017 ワールド・ベースボール・クラシック イギリス代表
2017 ワールド・ベースボール・クラシック イギリス代表（2017 - イギリスだいひょう）は、2017年に開催された第4回ワールド・ベースボール・クラシックに出場した、野球のイギリス代表チームである。

## 経緯
2015年
- 9月17日 - 第4回WBC予選の組み分けが発表され、イギリスは予選4組で開幕を迎えることとなった[1]。

2016年
- 9月 - 開催された予選4組では、1回戦でイスラエルに敗れ、敗者復活1回戦でパキスタン、2回戦でブラジルに勝利するも、決勝で再び対戦したイスラエルに敗れ本大会出場はならなかった。